# Krullova razsežnost
Krullova razséžnost [krúlova ~] kolobarja je supremum števila podmnožic v verigi praidealov.  Krullova razsežnost ni končna celo za kolobarje Noetherjeve.
Imenuje se po nemškem matematiku Wolfgangu Krullu (1899 – 1971).
Obseg k ima Krullovo razsežnost enako 0. Splošneje velja, da ima {\displaystyle k[x_{1},...,x_{n}]} krullovo razsežnost n. Velja tudi, da ima glavna domena ideala, ki ni obseg, Krullovo razsežnost  enako 1. 
Krullova razsežnost komutativnega kolobarja je torej največja dolžina praideala v njem. Močno povezana z algebrsko varieteto, zaradi naravne povezave med podvarieteto in praidealom kolobarja polinomov na teh varietetah.
Za algebro nad obsegom je razsežnost vektorskega prostora končna samo, če in samo, če je Krullova razsežnost enaka nič.           